# سپتامبر ابدی

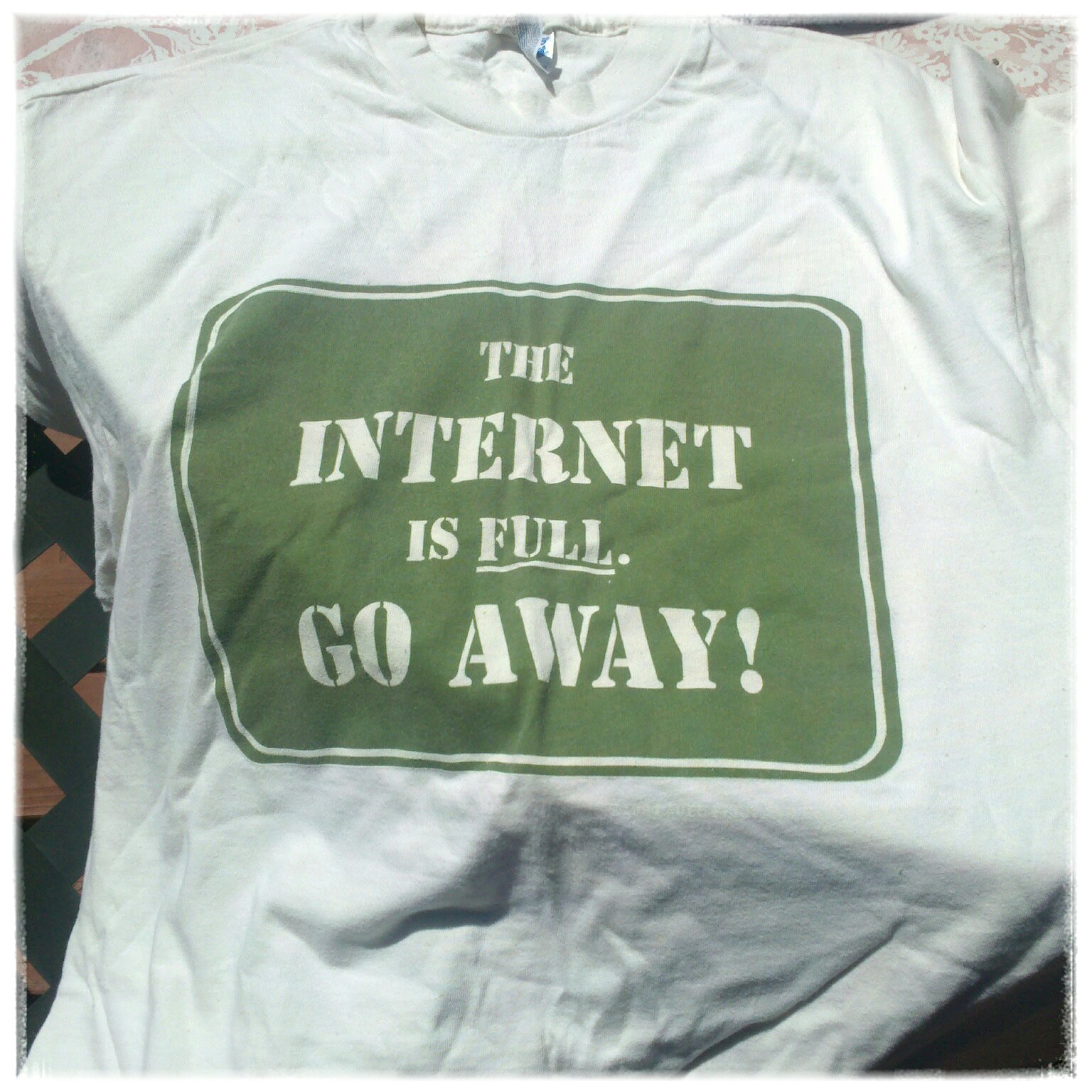
تی شرت سال 1994 به یاد سپتامبر ابدی (ترجمه: اینترنت دیگه پر شده، برو پی کارت!)

سپتامبر ابدی (به انگلیسی: Eternal September) اصطلاحی‌است در اشاره به پدیدهٔ هجوم و سرازیرشدن بی‌رویهٔ کاربران جدید به انجمن‌های اینترنتی. این هجوم و عضویت بی‌رویه به گونه‌ایست که جذب و تعلیم این کاربران جدید به سرعت لازم امکان‌پذیر نیست و منجر به دردسر و سرخوردگی اعضای پیشکسوت و در نهایت نزول کیفیت انجمن اینترنتی و دگردیسی ماهوی آن می‌شود.
تا پیش از همه‌گیری دسترسی اینترنت، عضویت در انجمن‌های اینترنتی و شرکت در مباحثات آنجا، کمابیش مخصوص دانشجویانی بود که از طریق دانشگاه‌های دارای دسترسی به اینترنت به عضویت این انجمن‌های اینترنتی درمی‌آمدند. هر ساله در ماه سپتامبر با بازگشایی دانشگاه‌ها، سیل جدیدی از دانشجویان تازه‌وارد به این انجمن‌ها سرازیر می‌شدند. آموزش و آشناکردن ایشان با فرهنگ و هنجارهای این انجمن‌ها بر عهدهٔ اعضای پیشکسوت بود و طبیعی است که وقت و انرژی زیادی گرفته می‌شد تا این تازه‌واردان با خم و چم انجمن‌ها و آیین‌های رفتاری آشنا شوند. و سپس تا سپتامبر سال بعد کمابیش آرامش و آسودگی حاکم بود. پس به نوعی ماه سپتامبر، در نظر پیشکسوتان، ماه دردسر و فرهنگیدن بود.
با گسترش نمایی دسترسی به اینترنت و کمابیش همگانی شدن آن از طریق خدمات شرکت امریکا آنلاین (AOL)، از سپتامبر ۱۹۹۳ به بعد این سیل تازه‌واردان نه تنها هرگز قطع نشد بلکه در حجم هم فزونی یافت. چرا که دیگر تنها دانشجویان نبودند که در زمان خاصی از سال به عضویت این انجمن‌ها درمی‌آمدند بلکه هر روز عدهٔ فراوانی از تازه‌واردان که لزوماً دانشجو نبودند از طریق خدمات اینترنتی شرکت امریکا آنلاین به این انجمن‌ها وارد می‌شدند. این سیل ورود شدیدتر از آن بود که بتوان تازه واردان را به درستی مهار کرد تعلیم داد و جذب کرد. در نهایت فرهنگ اینترنتی این انجمن‌ها که تا پیش از سپتامبر ۱۹۹۳ فرهنگ غالب و در اکثریت بود، تبدیل به فرهنگ اقلیت شد و عاقبت در سیل فرهنگی تازه‌واردان غرق و نابود شد. این گونه بود که این پدیده نام «سپتامبر ابدی» یا «سپتامبری که هرگز به پایان نرسید» به خود گرفت.
پدیدهٔ سپتامبر ابدی را در کلیهٔ انجمن‌هایی که ناگهان به شهرت می‌رسند و با سیل جدید تازه‌واردان مواجه می‌شوند، می‌توان مشاهده کرد.